# Ancistria fabricii
Ancistria fabricii is een keversoort uit de familie Passandridae. De wetenschappelijke naam van de soort is voor het eerst geldig gepubliceerd in 1877 door Reitter.